# Зайцев Олександр Михайлович (хімік)
Зайцев Олександр Михайлович (20 червня (2 липня) 1841, Казань — 19 серпня (1 вересня) 1910, Казань) — російський хімік-органік, член-кореспондент Петербурзька Академія наук (1885).

## Життєпис
1858 р. — закінчив 2-гу Казанську гімназію. Потім навчався на фізико-математичному факультеті Імператорского Казанського університета, закінчив у 1862 р.; учень О. М. Бутлеров. Після закінчення Казанський університет, протягом 1862—1865 рр. знаходився у закордонному відрядженні, працював у лабораторіях А. В. Г. Кольбе (Марбургський університет) та Ш. А. Вюрца (Вища медична школа в Парижі), де досліджував сульфони. Доктор філософії Лейпцигський університет.
У 1870 р. захистив докторську дисертацію «Новий спосіб перетворення жирних кислот у відповідні їм алкоголі» та був визнаним екстраординарним, а у 1871 р. — ординарним професором Казанський університет.
У 1885 р. - вибраний членом-кореспондентом  Російська академія наук.
У 1905 р. - вибраний президентом Російського фізико-хімічного товариства.

## Родина
Син купця Зайцева Михайла Савовича, торгівця чаєм. Два старших брати теж були купцями. Батько другий раз одружився з сестрою астронома М. В. Ляпунова Наталці — матері Олександра. Саме Ляпунов переконав свого двоюрідного брата віддати сина у гімназію.
У О. М. Зайцева був син, Микола Олександрович Зайцев, який став промисловцем (варив медичне мило).

## Науковий доробок
Перша робота, яка стала основою всієї наукової діяльності була опублікована в аннали Лібіх у 1864 р.
Найважливіші роботи:
- "О действии азотной кислоты на некоторые органические соединения двухатомной серы и о новом ряде органических сернистых соединений, полученных при этой реакции" (Казань, 1867, магістерська дисертація);

- "Новый способ превращения жирных кислот в соответствующие им алкоголи. Нормальный бутильный алкоголь (пропил-карбинол) и его превращение во вторичный бутильный алкоголь (метил-этил-карбинол)" (Казань, 1870, докторська дисертація);

- "Курс органической химии" (Казань, 1890 - 1892);

- "Образование и свойства непредельных спиртов" ("Журнал Русского Физико-химического Общества", 1876 и 1877):

- "Новые исследования известковой и баритовой солей диэтил- и метилпропилуксусной кислот" (1881);

- "Превращение бутиринового лактона в нормальную бутириновую кислоту" (1881);

- "Синтез третичных предельных спиртов из кетонов" (1885);

- "О реакции окисления олеиновой и элаидиновой кислот марганцовокислым калием в щелочном растворе" (1885).
- Остання робота надрукована у 1907 р. у "Журнале Русского Физико-Химического Общества".

Всього надруковано близько 38-и його робіт і біля 100 робіт виконано разом з його учнями чи під його керівництвом. 